# 会津白べこラーメン
会津白べこらーめん（あいづしろべこらーめん）とは、福島県会津若松市のご当地グルメで、ラーメンに会津の牛乳をつかった料理である。

## 概要
1990年代、ラーメンに牛乳をいれたらおいしかったとして、会津の郷土玩具「赤べこ」にちなんで「白べこラーメン」と名づけられた。発祥は、会津若松市のラーメン屋「くるくる軒」とされ、店主が他店との差別化を図るために牛乳をスープに加えたことから始まったとされる。
店によって名称は異同があり、「会津白べこ牛乳ラーメン」（一風亭、ほていや）「白こってりラーメン」「白みそべこの乳 ミルク中華」（めでたいや）
「会津牛乳ラーメン」（くるくる軒）、「ミルクみそラーメン」（牛乳屋）といった名称がつけられている。